# 1001年
| 千纪： | 2千纪                                                                                                  |
| 世纪： | 10世纪 \| 11世纪 \| 12世纪                                                                             |
| 年代： | 970年代 \| 980年代 \| 990年代 \| 1000年代 \| 1010年代 \| 1020年代 \| 1030年代                          |
| 年份： | 996年 \| 997年 \| 998年 \| 999年 \| 1000年 \| 1001年 \| 1002年 \| 1003年 \| 1004年 \| 1005年 \| 1006年 |
| 纪年： | 辛丑年（牛年）；契丹統和十九年；北宋咸平四年；大理明治五年；越南應天八年；日本長保三年                 |

1001年是儒略曆以星期三開始的平年。這是11世紀和2千紀的第一年。

## 大事记

### 地區

#### 非洲
- 馬格拉瓦（Maghrawa）家族巴努卡祖恩（Banu Khazrun）的卡祖恩（Khazrun ben Falful）開始他統治非洲大陸的的黎波里。

#### 亞洲
- 3月17日 - 菲律賓的武端國佛教統治者，薩利巴塔沙加（Sari Bata Shaja）首次向中國進貢。
- 長白山火山（位於現今中朝邊境）以6.5級的強度爆發，是全新世第四強的大噴發。
- Tao/Tayk地區被拜占庭吞併並成為伊比利亞的軍區。
- 加茲尼的穆斯林領袖馬哈茂德對印度北部開始了一系列的襲擊，在現今的阿富汗、伊朗東部和巴基斯坦建立了加茲尼王朝。
- 白沙瓦戰役：賈亞帕拉（Jayapala）被加茲尼王朝擊敗。
- 前皇帝丁璿在鎮壓清化省的叛亂時身亡。
- 高棉國國王阇耶跋摩五世由优陀耶迭多跋摩一世，和/或者蘇利耶跋摩一世繼位。

中國
- 遂城羊山之戰，宋朝擊敗遼國，遼軍精銳幾乎全軍覆沒。
- 中國歷史上最高的高塔定县开元寺塔開始施工（於1055年完工）。

日本
- 1月13日 - 藤原定子太后死於難產。
- 11月 - 皇宮被大火燒毀。
- 藤原穆子（藤原道長的岳母，藤原彰子的祖母）的70大壽儀式。
- 太后藤原詮子（一條天皇的母親）的40歲生日。

#### 歐洲
- 2月6日 - 在領導反抗奥托三世並驅逐科里森迪（Crescentii）家族後，塔斯庫勒姆伯爵格雷格里一世被任命為“共和國元首”（Head of Republic）。
- 7月31日 - 奥托三世承認Ulric Manfred II of Turin的財產，並授予他特權。
- 7月 - Sergius II of Constantinople成為君士坦丁堡普世牧首。
- 拜占庭皇帝巴西爾二世試圖重新征服保加利亞。
- 法國國王羅伯特二世與康斯坦斯（Constance Taillefer d'Arles）完成他的第三次婚姻。
- 神聖羅馬帝國皇帝奧托三世在亚琛主教大教堂打開查理曼大帝的金庫。
- 第一奧爾頓戰役：丹麥入侵者擊敗英格蘭人。
- Pinhoe 戰役：維京人在德文郡擊敗盎格魯撒克遜人。
- 波蘭的波列斯瓦夫一世開始統治斯洛伐克的部分地區。
- 波洛茨克的布里亞奇斯拉夫（Bryachislav）開始統治波洛茨克。
- 斯特拉斯堡主教維爾納一世開始統治斯特拉斯堡大主教區（Archbishopric of Strasbourg）。
- 烏赫爾伯爵埃爾門戈爾一世（Ermengol I）第二次航行到羅馬。
- Þorgeirr Ljósvetningagoði 不再是冰島全體議會的立法者。
- 埃塞爾雷德成為康瓦爾郡的主教，但不久後就去世了。
- 滨海略雷特鎮在加泰隆尼亞成立。
- 在烏克蘭小鎮的霍滕和匈牙利村莊的尼奥尔考和Chimudi第一次被提起。
- 布萊恩·博鲁襲擊了愛爾蘭的尤伊·尼爾（Ui Neill）。
- 教皇为伊什特万一世加冕，匈牙利升格为王国。

#### 北美
- 由萊夫·埃里克森領導的維京人在北美的文蘭及周邊地區建立了小型定居點。

### 宗教
- 英國國王的殉道者愛德華被冊封。
- 埃斯特根的羅馬天主教教省總教區成立。
- Oqropiri (Ioane I)、Svimeon III 和 Melkisedek I 在一年內成為伊比利亞的天主教徒。
- 在英國亨廷登郡（可能）發現了一座聖伊沃（Saint Ivo）的墳墓。

## 各国领袖

### 非洲
- 法蒂玛王朝（绿衣大食）- 哈基姆，开罗哈里发，996年－1021年
  - 伊夫奇亚 – 巴迪斯, 齐里王朝，995年－1016年
- 埃塞俄比亚（黑暗时代）- Judith，埃塞俄比亚君主，约1000年－约1040年
- 马库里亚王国（栋古拉王国）- 拉斐尔，马库里亚国王，999年－1030年
- 桑海王国：迪亚·科索伊，桑海国王，约1000年－1019年后

### 亚洲
- 中国
  - 北宋：宋真宗，中国皇帝，997年－1022年
  - 辽：辽圣宗，中国皇帝，982年－1031年
  - 西夏：李继迁，西夏王，991年－1004年
  - 大理：段素英，大理国国王，986年－1009年
- 朝鲜半岛（王氏高丽）- 高丽穆宗，高丽国王，997年－1009年
- 日本 (平安时代) –
  - 日本天皇 – 一条天皇，986年－1011年
  - 藤原氏 – 藤原道長，995年－1017年
- 越南
  - 大瞿越：黎桓，大瞿越皇帝，980年－1005年
  - 占婆：毗阇耶跋摩，占婆国王，约998年－1007年
- 柬埔寨（吴哥王朝）- 
  1. 阇耶跋摩五世，吴哥国王，968年－1001年
  2. 优陀耶迭多跋摩一世，吴哥国王，1001年－1002年
- 马打兰：达尔马旺夏，马打兰国王，985年－1006年
- 印度
  - 注辇：罗阇罗阇一世，注辇国王，985年－1012年
  - 遮娄其王朝：萨特耶室罗耶，遮娄其国王，997年－1008年
  - 阿萨姆：婆罗贺摩波罗，阿萨姆国王，990年－1010年
  - 基腊罗普特拉王国：作明罗毗跋摩一世，基腊罗普特拉国王，962年－1019年
  - 摩腊婆：信度罗阇，摩腊婆国王，995年－1010年
  - 波罗王朝：摩希波罗，波罗国王，988年－1038年
  - 瞿折罗-波罗提诃罗王朝：罗阇耶波罗，波罗提诃罗王朝国王，约990年－1018年
  - 索拉什特拉：卡瓦特一世，索拉什特拉国王，982年－1003年
- 斯里蘭卡：摩晒陀五世，斯里兰卡国王，982年－约1007年，仅统治很小地域；大部分领土被罗阇罗阇一世占领
- 黑汗王朝：阿尔斯兰·伊列克·纳斯尔，黑汗王朝大汗，998年－1017年
- 加兹尼王朝：马哈茂德，加兹尼王朝苏丹，998年－1030年
- 布哈拉：胜利者伊斯梅尔，萨曼王朝的复国志士，999年－1004年
- 伊朗
  - 白益王朝（伊拉克、法尔斯和克尔曼）- 巴哈·阿勒道拉，白益王朝埃米尔，988年－1012年
  - 锡斯坦（萨法尔王朝）- 阿布·艾哈迈德·哈拉夫·伊本·艾哈迈德，萨法尔王朝埃米尔，963年－1002年
  - 泰伯里斯坦（席亚尔王朝）- 沙姆斯·穆阿里·阿布-哈桑·加布斯·伊本·乌什姆吉尔，席亚尔王朝埃米尔，976年－1012年
- 阿拔斯王朝：卡迪尔，巴格达哈里发，991年－1031年
- 阿勒颇：赛义德·乌德-杜拉·赛义德，阿勒颇埃米尔，991年－1002年
- 摩苏尔：胡萨姆·乌德-杜拉·穆卡拉德，摩苏尔埃米尔，996年－1001年
- 格鲁吉亚（卡尔特利王国）- 
  1. 大卫三世，卡尔特利国王，994年－1001年
  2. 古根，卡尔特利国王，1001年－1008年
- 亞美尼亞：加吉克一世，亚美尼亚国王，989年－1020年
- 塞尔柱突厥人：（可能是）塞尔柱贝伊，塞尔柱人的贝伊，？－1038年

### 欧洲
- 教宗國：教宗思維二世，999年－1003年
- 拜占廷帝国：巴西尔二世，拜占廷帝国皇帝，976年－1025年
- 西班牙
  - 科尔多瓦哈里发国（白衣大食）- 希沙姆二世，科尔多瓦哈里发，976年－1008年，1010年－1012年
  - 莱昂：阿方索五世，莱昂国王，999年－1028年
  - 纳瓦拉
    1. 加西亚·桑切斯二世，纳瓦拉国王，994年－1000年
    2. 桑乔·加尔塞斯三世，纳瓦拉国王，1000年－1035年

  - 巴塞罗那：拉蒙·博雷尔，巴塞罗那伯爵，992年－1018年
- 神圣罗马帝国（不包括意大利）- 奥托三世，神圣罗马帝国皇帝，983年－1002年
  - 波希米亚：波列斯拉夫三世，波希米亚公爵，999年－1002年
  - 奥地利：亨利一世，奥地利藩侯，994年－1018年
  - 巴伐利亚：亨利四世，巴伐利亚公爵，995年－1005年
  - 克恩滕：亨利四世，克恩滕公爵，995年－1004年
  - 上洛林：迪特里希一世，上洛林公爵，978年－1027年
  - 下洛林：奥托，下洛林公爵，991年－1012年
  - 卢森堡（摩泽尔和阿登）- 亨利一世，摩泽尔和阿登伯爵，998年－1026年
  - 迈森：埃卡德二世，迈森藩侯，985年－1002年
  - 普法尔茨：埃佐，普法尔茨伯爵，994年－1034年
  - 萨克森：伯恩哈德一世，萨克森公爵，973年－1011年
  - 士瓦本：赫尔曼二世，士瓦本公爵，997年－1003年
- 匈牙利：伊什特万一世，匈牙利大公，997年－1038年
- 英格兰：埃塞尔雷德二世，英格兰国王，978年－1013年，1014年－1016年
- 蘇格蘭：肯尼思三世，苏格兰国王，997年－1005年
- 爱尔兰：马埃尔·塞克奈尔·麦克唐奈尔，爱尔兰国王，979年－1002年
- 法国：罗贝尔二世，法国国王，996年－1031年
  - 诺曼底：理查二世，诺曼底公爵，996年－1027年
  - 安茹：富尔克三世，安茹伯爵，987年－1040年
  - 阿基坦：威廉五世，阿基坦公爵，990年－1029年
  - 布列塔尼：若弗鲁瓦一世，布列塔尼公爵，992年－1008年
  - 布卢瓦：蒂博二世，布卢瓦伯爵，995年－1004年
  - 勃艮第：大亨利，勃艮第公爵，965年－1002年
  - 瓦卢瓦：戈蒂埃二世，瓦卢瓦伯爵，998年－1017年
  - 香槟：艾蒂安一世，香槟伯爵，995年－1022年
  - 曼恩：于格三世，曼恩伯爵，992年－1015年
  - 加斯科涅：贝尔纳多·纪廉，加斯科涅公爵，984年－1009年
  - 图卢兹：威廉三世，图卢兹伯爵，950年－1037年
  - 佛兰德：博杜安四世，佛兰德伯爵，988年－1036年
- 勃艮第王国：鲁道夫三世，勃艮第国王，993年－1032年
- 波兰：波列斯瓦夫一世，波兰国王，992年－1025年
- 罗斯：弗拉基米尔一世·斯维亚托斯拉维奇，基辅大公，980年－1015年
  - 诺夫哥罗德：维谢斯拉夫·弗拉基米罗维奇，诺夫哥罗德王公，987年－1010年
  - 沃伦：弗谢沃洛德·弗拉基米罗维奇，沃伦王公，约987年－？
  - 德列夫利安：斯维亚托斯拉夫·弗拉基米罗维奇，德列夫利安王公，？－1015年
  - 穆罗姆：鲍里斯·弗拉基米罗维奇，穆罗姆王公，？－1015年
  - 波洛茨克：伊贾斯拉夫·弗拉基米罗维奇，波洛茨克王公，987年－1001年
  - 罗斯托夫：雅罗斯拉夫·弗拉基米罗维奇，罗斯托夫王公，987年－1010年
  - 特穆塔拉干：姆斯季斯拉夫·弗拉基米罗维奇，特穆塔拉干王公，988年－1036年
  - 图罗夫：斯维亚托波尔克·弗拉基米罗维奇，图罗夫王公，988年－1015年
- 可萨汗国：（可能是）乔治·祖尔，可萨汗，？－1016年
- 佩切涅格人：（可能是）库楚格，佩切涅格汗，约990年－？
- 意大利
  - 阿马尔菲：曼索一世，阿马尔菲公爵，966年－1004年
  - 贝内文托：潘多尔福二世，贝内文托亲王，981年－1014年
  - 加埃塔：约翰三世，加埃塔公爵，991年－1012年
  - 卡普阿：兰杜尔福七世，卡普阿亲王，999年－1007年
  - 阿奎：约翰四世，阿奎莱亚宗主教，984年－1017年
  - 米兰：阿诺尔福·达·阿尔萨戈，米兰總教區總主教，998年－1018年
  - 斯波莱托和托斯卡纳：大于格，斯波莱托公爵，989年－1001年；托斯卡纳藩侯，961年－1001年
  - 那不勒斯：约翰四世，那不勒斯公爵，999年－1002年
  - 萨莱诺：瓜伊马里奥三世，萨莱诺亲王，994年－1030年
  - 威尼斯共和国：彼得罗·奥尔塞奥洛二世，威尼斯执政，991年－1008年
- 保加利亚：萨穆埃尔，保加利亚沙皇，976年－1014年
- 丹麦和挪威：斯文一世，丹麦国王，985年－1014年；挪威国王，999年－1015年
- 瑞典：奥洛夫·舍特康努格，瑞典国王，995年－1022年

## 出生
- 3月29日 - 叟格德（1001年 - 1044年），緬甸的君主。
- 卡伊姆一世（1001年 - 1075年），阿拔斯王朝哈里發。
- 鄧肯一世（1001年 - 1040年），阿爾巴國王（蘇格蘭）。
- 戈德温（1001年 - 1053年），英國貴族。
- 合魯因（Herluin de Conteville）（1001年 - 1066年），諾曼貴族。
- 英格歌德（Ingegerd Olofsdotter）（1001年 - 1050年），基輔羅斯大公主。
- 尹洙（1001年－1047年，46岁）宋朝政治人物，世稱河南先生。

## 逝世
- 1月13日 - 藤原定子（977年 - 1001年），日本皇后。
- 1月22日 -  Al-Muqallad ibn al-Musayyab，烏凱利德（Uqaylid）的酋長。
- 12月21日 - 休（953年 - 1001年），托斯卡納侯爵。
- 康拉德，伊夫雷亚侯爵。
- 大衛三世大帝（930年 - 1001年），格魯吉亞王子。
- 丁璿（974年 - 1001年），越南丁朝第二代皇帝。
- 埃爾門加達（Ermengarda de Vallespir），西班牙伯爵夫人。
- 伊贾斯拉夫，波洛茨克的基輔王子。
- 賈法（Ja'far ibn al-Furat）（921年 - 1001年），伊赫什德和法蒂瑪大臣。
- 賈亞帕拉（Jayapala），印度教沙希的印度統治者。
- 阇耶跋摩五世（958年  - 1001年），高棉帝國皇帝。
- 王禹偁（954年 - 1001年），北宋文学家。
- 吉里（Ziri ibn Atiyya），摩洛哥酋長。